# Aquário (empresa)
Aquário é uma empresa brasileira de telecomunicações que atua nos setores de TV, celulares, radiocomunicação e internet, tendo como foco a fabricação e comercialização de soluções tecnológicas para conectividade. Fundada em 1977 na cidade de Maringá, no Paraná, pelo casal José Sendeski Neto e Agma Aparecida Gonzales Sendeski, a empresa iniciou suas atividades sob o nome Antenas Aquário, como referência a seus primeiros produtos: antenas para rádio PX. Desde 2019, é presidida por Douglas Sendeski, mantendo familiar a administração do negócio.  

## Fundação
A companhia iniciou sua trajetória no mercado brasileiro vendendo antenas para rádios PX desenvolvidas artesanalmente por José Sendeski em uma garagem na cidade de Maringá no fim da década de 1970. Sob a administração de sua esposa, Agma Aparecida Gonzales Sendeski, após um ano de aperfeiçoamento, a empresa lançou oficialmente a Marinox, antena móvel para caminhões fabricada de haste de aço inox. O produto, também conhecido pelo nome “Maria-Mole”, foi o principal responsável pela ampliação da empresa em sua primeira década de existência e é comercializado até os dias de hoje pela companhia. 

## Infraestrutura
A sede da companhia está localizada no parque industrial sul de Maringá e suas instalações ocupam uma área de 16.000 metros quadrados divididos entre área administrativa, laboratório de desenvolvimento e área industrial. Além disso, um escritório na China completa o quadro de instalações de inovação tecnológica da empresa.

## ISO 9001
A empresa possui a certificação internacional ISO 9001, que demonstra a aplicação de sistema de gestão de planejamento estratégico para otimizar processos e trazer agilidade no desenvolvimento de produtos e na produção. 